# Neoplectops pomonellae
Neoplectops pomonellae är en tvåvingeart som först beskrevs av Johann Andreas Schnabl och Mokrecki 1903.  Neoplectops pomonellae ingår i släktet Neoplectops och familjen parasitflugor. Inga underarter finns listade i Catalogue of Life.